# Podilśke (rejon winnicki)
Pidilśke (ukr. Подільське, hist. pol. Raczki) – wieś na Ukrainie, w obwodzie winnickim, w rejonie winnickim, w hromadzie Niemirów. W 2001 liczyła 1452 mieszkańców.

## Urodzeni
- Iwan Baliński – ukraiński historyk pochodzenia polskiego.